# 费尔维尤 (阿拉巴马州)
费尔维尤（英文：Fairview），是美国阿拉巴马州下属的一座城市。面积约为2.71平方英里（约合7.02平方公里）。根据2010年美国人口普查，该市有人口446人，人口密度为164.64/平方英里（约合63.53/平方公里）。